# Климковка
Кли́мковка (рос. Климковка) — селище у складі Білохолуницького району Кіровської області, Росія. Адміністративний центр Климковського сільського поселення.
Населення поселення становить 1231 особа (2010, 1390 у 2002).
Національний склад станом на 2002 рік — росіяни 99 %.